# Jajarkot (dystrykt)

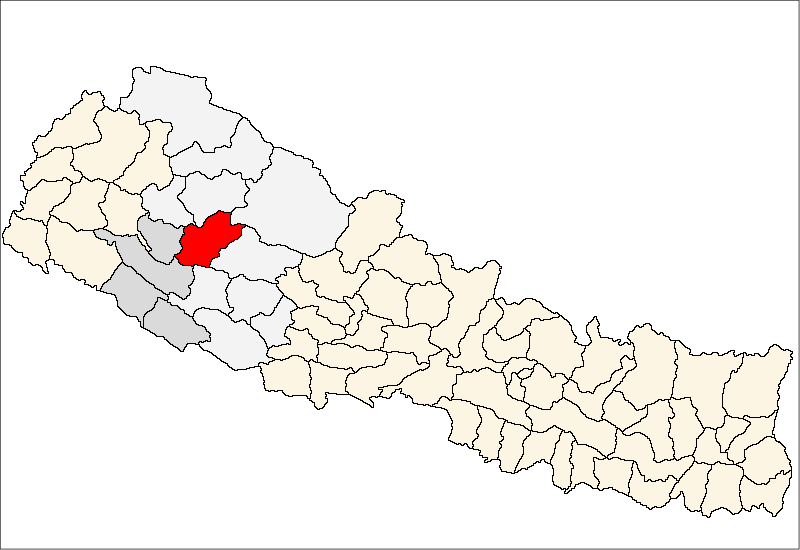
Dystrykt Jajarkot

Dystrykt Jajarkot (nep. जाजरकोट जिल्ला) – jeden z siedemdziesięciu pięciu dystryktów Nepalu. Leży w strefie Bheri. Dystrykt ten zajmuje powierzchnię 2230 km², w 2001 r. zamieszkiwało go 134 868 ludzi. Stolicą jest Khalanga.